# Глоссарий теории групп
В этой статье приведены основные термины, используемые в теории групп. Курсив обозначает внутреннюю ссылку на данный глоссарий. В конце приводится таблица основных обозначений, применяемых в теории групп.
| # А Б В Г Д Е Ё Ж З И К Л М Н О П Р С Т У Ф Х Ц Ч Ш Щ Э Ю Я |

## P
{\displaystyle p}-группа
Группа, для которой существует такое простое число {\displaystyle p}, что порядок каждого её элемента является некоторой степенью этого числа. Конечная {\displaystyle p}-группа также называется примарной.

## А
Абелева группа
То же, что и коммутативная группа.
Абелианизация
Факторгруппа по коммутанту, то есть, для группы {\displaystyle G} ― {\displaystyle G/[G,G]}.
Аддитивная группа кольца
Группа, элементами которой являются все элементы данного кольца, а операция совпадает с операцией сложения в кольце.
Антигомоморфизм групп
Отображение групп {\displaystyle f:(G,*)\to (H,\times )} такое, что {\displaystyle f(a*b)=f(b)\times f(a)} для произвольных {\displaystyle a} и {\displaystyle b} в {\displaystyle G} (сравните с гомоморфизмом).
Абсолютно регулярная {\displaystyle p}-группа
Конечная {\displaystyle p}-группа, в которой {\displaystyle |G:pG|<p^{p}}, где {\displaystyle pG} — подгруппа {\displaystyle G}, образованная {\displaystyle p}-ми степенями её элементов.

## Г
Генератор группы
1. Элемент порождающего множества группы.
2.  Для групп Ли, элемент базиса её алгебры Ли (см. генераторы группы). Также используется термин инфинитезимальный оператор.
Генетический код группы
То же, что задание группы.
Главный ряд подгрупп
Ряд подгрупп, в котором {\displaystyle G_{i}} — максимальная нормальная в {\displaystyle G} подгруппа из {\displaystyle G_{i+1}} для всех членов ряда.
Голоморф
Для заданной группы {\displaystyle (G,*)} — группа над парами {\displaystyle \{(g,\varphi )\mid g\in G,\varphi \in \operatorname {Aut} G\}} ({\displaystyle \operatorname {Aut} G} — группа автоморфизмов группы {\displaystyle G}) с групповой операцией композиции {\displaystyle \odot }, определённой как {\displaystyle (g_{1},\varphi _{1})\odot (g_{2},\varphi _{2})=(g_{1}*\varphi _{1}^{-1}(g_{2}),\varphi _{1}\circ \varphi _{2})}.
Гомоморфизм групп
Отображение групп {\displaystyle f\colon \ (G,*)\to (H,\times )} такое, что {\displaystyle f(a*b)=f(a)\times f(b)} для произвольных a и b в G.
Группа
Непустое множество {\displaystyle G} с заданной на нём ассоциативной бинарной операцией {\displaystyle *\colon \ G\times G\to G}, при которой в {\displaystyle G} имеется нейтральный элемент {\displaystyle e}, то есть для всех {\displaystyle a\in G} выполнено {\displaystyle e*a=a*e=a}, и для каждого элемента {\displaystyle a\in G} есть обратный элемент {\displaystyle a^{-1}}, такой, что {\displaystyle a*a^{-1}=a^{-1}*a=e}.
Группа Шмидта
Ненильпотентная группа, все собственные подгруппы которой нильпотентны.
Группа Миллера — Морено
Неабелева группа, все собственные подгруппы которой абелевы.
Групповая алгебра
Для группы {\displaystyle G} над полем {\displaystyle K} — это векторное пространство над {\displaystyle K}, образующими которого являются элементы {\displaystyle G}, а умножение образующих соответствует умножению элементов {\displaystyle G}.

## Д
Действие группы
Группа {\displaystyle G} действует слева на множестве {\displaystyle M}, если задан гомоморфизм {\displaystyle \Phi \colon G\to S(M)}, где {\displaystyle S(M)} — симметрическая группа. Группа {\displaystyle G} действует справа на множестве {\displaystyle M}, если задан гомоморфизм {\displaystyle \rho :G^{op}\to S(M)}, где {\displaystyle G^{op}} — инверсная группа группы {\displaystyle G}.
Длина ряда подгрупп
Число {\displaystyle n} в определении ряда подгрупп.

## Е
Естественный гомоморфизм
Гомоморфизм группы {\displaystyle G} на факторгруппу {\displaystyle G/H} по нормальной подгруппе {\displaystyle H}, ставящий в соответствие каждому элементу {\displaystyle a} группы смежный класс {\displaystyle aH}. Ядром этого гомоморфизма является подгруппа {\displaystyle H}.

## З
Задание группы
Определение группы указанием порождающего множества {\displaystyle S} и множества соотношений между порождающими {\displaystyle R}, обозначается {\displaystyle \langle S\mid R\rangle }. Также называется генетический код группы, представление группы (создавая неоднозначность с линейным представлением группы), копредставление группы.

## И
Изоморфизм групп
Биективный гомоморфизм.
Изоморфные группы
Группы, между которыми существует хотя бы один изоморфизм.
Инвариантная подгруппа
То же, что и нормальная подгруппа.
Инверсная группа
Группа, получаемая сменой местами аргументов бинарной операции, то есть для {\displaystyle G} с операцией {\displaystyle \times } — группа {\displaystyle G^{op}} с операцией {\displaystyle *} такой, что {\displaystyle a*b=b\times a} для всех элементов {\displaystyle G}.
Индекс подгруппы
Число смежных классов в каждом (правом или левом) из разложений группы по данной подгруппе.
Индексы ряда подгрупп
Индексы {\displaystyle |G_{i+1}:G_{i}|} в определении субнормального ряда подгрупп.

## К
Класс нильпотентности
Для нильпотентной группы — минимальная из длин центрального ряда подгрупп.
Класс смежности
Для элемента {\displaystyle g\in G}, левый смежный класс (или класс смежности)  по подгруппе {\displaystyle H} — множество {\displaystyle gH=\{gh\mid h\in H\}}, правый смежный класс по подгруппе {\displaystyle H} — множество {\displaystyle Hg=\{hg\mid h\in H\}}, двойной смежный класс по подгруппам {\displaystyle H,K} — множество {\displaystyle HgK=\{hgk\mid h\in H,k\in K\}} (множество двойных смежных классов обозначается {\displaystyle H\backslash G/K}).
Класс сопряжённости
Для элемента {\displaystyle g\in G} — множество всех его сопряжённых элементов: {\displaystyle \{hgh^{-1}\mid h\in G\}}.
Комитант
Для группы {\displaystyle G}, действующей на множествах {\displaystyle X} и {\displaystyle Y} — отображение {\displaystyle \varphi _{G}\colon X\to Y} такое, что для любых {\displaystyle g\in G} и {\displaystyle x\in X} выполнено {\displaystyle g(\varphi (x))=\varphi (g(x))}.
Коммутант
Подгруппа, порождённая всеми коммутаторами группы, обычно обозначается {\displaystyle [G,G]} или {\displaystyle G'}.
Коммутативная группа
Группа с коммутативной бинарной операцией ({\displaystyle \forall g,h\in G(g*h=h*g)}); также называется абелевой группой.
Коммутирующие элементы
Элементы, для которых коммутатор равен единичному элементу группы, или, что эквивалентно, такие элементы {\displaystyle g,h\in G}, для которых {\displaystyle g*h=h*g}.
Коммутатор
Для элементов {\displaystyle g,h\in G} — элемент {\displaystyle [g,h]=ghg^{-1}h^{-1}}.
Коммутатор подгрупп
Множество всевозможных произведений {\displaystyle \{[g,h]\mid g\in G,h\in H\}}.
Композиционный ряд
Для группы {\displaystyle G} — ряд подгрупп, в котором все факторгруппы {\displaystyle G_{i+1}/G_{i}} — простые группы.
Конечная группа
Группа с конечным числом элементов.
Конечная {\displaystyle p}-группа
Группа, являющаяся одновременно конечной и {\displaystyle p}-группой. Также используется термин примарная.
Конечно заданная группа
Группа, обладающая конечным числом образующих и задаваемая в этих образующих конечным числом соотношений. Также используется термин конечно определённая.
Конечнопорождённая абелева группа
Группа, являющаяся одновременно абелевой и конечнопорождённой.
Конечнопорождённая группа
Группа, обладающая конечной системой образующих.
Копредставление группы
То же, что задание группы.
Кручение
Подгруппа всех элементов конечного порядка, применяется для коммутативных и нильпотентных групп, обозначается {\displaystyle \operatorname {Tor} G}.

## Л
Локальное свойство
Говорят, что группа {\displaystyle G} обладает некоторым локальным свойством {\displaystyle P}, если любая конечнопорождённая подгруппа из {\displaystyle G} обладает этим свойством. Примерами могут служить локальная конечность, локальная нильпотентность.
Локальная теорема
Говорят, что для некоторого свойства {\displaystyle P} групп справедлива некоторая локальная теорема, если всякая группа, локально обладающая этим свойством, сама обладает им. Например: локально абелева группа является абелевой, но локально конечная группа может быть бесконечной.

## М
Максимальная подгруппа
Такая подгруппа, что не существует других подгрупп её содержащих (не совпадающих с самой группой).
Метабелева группа
Группа, коммутант которой абелев, ступень разрешимости такой группы равна 2.
Метанильпотентная группа
Полинильпотентная группа со ступенью разрешимости равной 2.
Метациклическая группа
Группа, обладающая циклической нормальной подгруппой, факторгруппа по которой также циклическая. Всякая конечная группа, порядок которой свободен от квадратов (то есть не делится на квадрат какого-либо числа), является метациклической.
Минимальная нормальная подгруппа
Наименьшая (по включению) неединичная (то есть, состоящая не только из единичного элемента) нормальная подгруппа.

## Н
Нейтральный элемент
Элемент, задаваемый в определении группы, любое применение которого при бинарной операции оставляет другой аргумент неизменным.
Нильпотентная группа
Группа, обладающая центральным рядом подгрупп. Минимальная из длин таких рядов называется её классом нильпотентности.
Норма группы
Совокупность элементов группы, перестановочных со всеми подгруппами, то есть пересечение нормализаторов всех её подгрупп.
Нормализатор
Для подгруппы {\displaystyle H} в {\displaystyle G} — это максимальная подгруппа {\displaystyle G}, в которой {\displaystyle H} нормальна. Иначе говоря, нормализатор есть стабилизатор {\displaystyle H} при действии {\displaystyle G} на множестве своих подгрупп сопряжениями, то есть {\displaystyle N(H)=\{g\in G\mid gHg^{-1}=H\}}.
Нормальная подгруппа
{\displaystyle H} есть нормальная подгруппа {\displaystyle G}, если для любого элемента {\displaystyle g\in G} выполнено {\displaystyle gH=Hg}, то есть правые и левые классы смежности {\displaystyle H} в {\displaystyle G} совпадают. Иначе говоря, если {\displaystyle \forall g\in G\quad \forall h\in H\quad ghg^{-1}\in H}. Также называется инвариантная подгруппа, нормальный делитель.
Нормальный делитель
То же, что и нормальная подгруппа.
Нормальный ряд подгрупп
Ряд подгрупп, в котором {\displaystyle G_{i}} нормальна в {\displaystyle G}, для всех членов ряда.

## О
Орбита
Для элемента {\displaystyle m} множества {\displaystyle M}, на который группа {\displaystyle G} действует слева — множество всех действий над элементом: {\displaystyle Gm=\{gm\mid g\in G\}}.

## П
Перестановочные элементы
Пара элементов {\displaystyle a,b\in G} такие что {\displaystyle ab=ba}.
Период группы
Наименьшее общее кратное порядков элементов данной группы. То же, что и экспонента, показатель группы.
Периодическая группа
Группа, каждый элемент которой имеет конечный порядок.
Подгруппа
Подмножество {\displaystyle H} группы {\displaystyle G}, которое является группой относительно операции, определённой в {\displaystyle G}.
Подгруппа кручения
То же, что и кручение.
Подгруппа, порождённая множеством
Наименьшая подгруппа, содержащая данное подмножество группы.
Подгруппа Томпсона
Подгруппа, порождённая всеми абелевыми подгруппами; обозначается {\displaystyle J(G)}.
Подгруппа Фиттинга
Подгруппа, порождённая всеми нильпотентными нормальными подгруппами; обозначается {\displaystyle F(G)}.
Подгруппа Фраттини
Пересечение всех максимальных подгрупп, если таковые существуют, либо сама группа {\displaystyle G} в противном случае; обозначается {\displaystyle \Phi (G)}.
Показатель группы
То же, что и экспонента, период группы.
Полинильпотентная группа
Группа обладающая конечным нормальным рядом, факторы которого нильпотентны.
Полупрямое произведение
Для групп {\displaystyle G} и {\displaystyle H} над гомоморфизмом {\displaystyle \phi :G\rightarrow {\mbox{Aut}}(H)} (обозначается по-разному, в том числе {\displaystyle G\rtimes _{\phi }H}) — множество {\displaystyle G\times H}, наделённое операцией {\displaystyle *}, для которой {\displaystyle (g_{1},h_{1})*(g_{2},h_{2})=(g_{1}\phi (h_{1})(g_{2}),h_{1}h_{2})} для любых {\displaystyle g_{1},g_{2}\in G}, {\displaystyle h_{1},h_{2}\in H}.
Порождающее множество группы
Такое подмножество группы, что каждый элемент группы может быть записан как произведение конечного числа элементов множества и их обратных.
Порядок группы
То же, что и мощность множества группы (для конечных групп — количество элементов группы).
Порядок элемента
Для элемента {\displaystyle g\in G} — минимальное натуральное число {\displaystyle m} такое, что {\displaystyle g^{m}=e}. В случае, если такого {\displaystyle m} не существует, считается, что {\displaystyle g} имеет бесконечный порядок.
Почти-{\displaystyle {\mathcal {E}}}-группа
Для теоретико-группового свойства {\displaystyle {\mathcal {E}}} — группа, обладающая подгруппой конечного индекса, обладающей свойством {\displaystyle {\mathcal {E}}}; так говорят о почти нильпотентных, почти разрешимых, почти полициклических группах.
Представление группы
1.  Линейное представление группы, гомоморфизм заданной группы в группу невырожденных линейных преобразований векторного пространства.
2.  То же, что и задание группы.
Простая группа
Группа, в которой нет нормальных подгрупп, кроме тривиальной (состоящей только из единичного элемента) и всей группы.
Примарная группа
Конечная группа, являющаяся {\displaystyle p}-группой для некоторого простого числа {\displaystyle p}.
Примарная абелева группа
Группа, являющаяся одновременно абелевой и примарной.
Прямое произведение
Для групп {\displaystyle (G,\cdot )} и {\displaystyle (H,*)} — множество пар {\displaystyle G\times H}, наделённое операцией покомпонентного умножения: {\displaystyle (g_{1},h_{1})\times (g_{2},h_{2})=(g_{1}\cdot g_{2},h_{1}*h_{2})}.

## Р
Ранг абелевой группы
Мощность максимального линейно-независимого подмножества абелевой группы, рассматриваемой как модуль над кольцом целых чисел. Не следует путать с понятием ранга группы.
Ранг группы
Мощность наименьшего порождающего множества группы. Не следует путать с понятием ранга абелевой группы.
Расширение группы
Группа, содержащая данную группу в качестве нормальной подгруппы.
Разрешимая группа
Группа, обладающая нормальным рядом подгрупп с абелевыми факторами. Наименьшая из длин таких рядов называется её ступенью разрешимости.
Разрешимый радикал
Подгруппа, порождённая всеми разрешимыми нормальными подгруппами, обозначается {\displaystyle S(G)}.
Ряд подгрупп
Конечная последовательность подгрупп {\displaystyle G_{0},G_{1},...,G_{n}} такая, что {\displaystyle G_{i}\leq G_{i+1}}, для всех {\displaystyle i\in \left\{0,...,n-1\right\},~G_{0}=1,~G_{n}=G}. Такой ряд записывают в виде {\displaystyle 1=G_{0}\leq G_{1}\leq \dots \leq G_{n}=G}
или в виде {\displaystyle G=G_{n}\geq G_{n-1}\geq \dots \geq G_{0}=1}.
Регулярная {\displaystyle p}-группа
Конечная {\displaystyle p}-группа, для любой пары элементов {\displaystyle a} и {\displaystyle b} которой найдётся элемент {\displaystyle u} коммутанта подгруппы, порожденной этими элементами, такой, что {\displaystyle (ab)^{p}=a^{p}b^{p}u^{p}}.

## С
Сверхразрешимая группа
Группа, обладающая нормальным рядом подгрупп с циклическими факторами.
Свободная группа
Группа, заданная некоторым множеством и при этом не имеющая никаких соотношений, кроме соотношений, определяющих группу. Все свободные группы, порождённые равномощными множествами, изоморфны.
Свободное произведение
Группа, заданная элементами данных групп без дополнительных соотношений между элементами, кроме соотношений, определяющих каждую из данных групп.
Силовская подгруппа
{\displaystyle p}-подгруппа в {\displaystyle G}, имеющая порядок {\displaystyle p^{n}}, где {\displaystyle |G|=p^{n}s} и наибольший общий делитель чисел {\displaystyle p} и {\displaystyle s} равен 1.
Симметрическая группа
Группа всех биекций заданного конечного множества (то есть, всех перестановок) относительно операции композиции.
Соотношение
Тождество, которому удовлетворяют образующие группы (при задании группы образующими и соотношениями).
Сопряжённый элемент
Для элемента {\displaystyle g\in G} — элемент вида {\displaystyle h{\cdot }g{\cdot }h^{-1}} для некоторого {\displaystyle h\in G}. Часто используют короткое обозначение {\displaystyle g^{h}=h{\cdot }g{\cdot }h^{-1}}.
Сплетение групп
Сплетение групп {\displaystyle A} и {\displaystyle H} (обозначается {\displaystyle A\wr H}), где группа {\displaystyle H} действует на некотором множестве {\displaystyle \Omega }, — это полупрямое произведение {\displaystyle K\rtimes H}, где группа {\displaystyle K} — прямое произведение или прямая сумма набора копий группы {\displaystyle A}, индексируемого элементами множества {\displaystyle \Omega }; в первом случае сплетение называется декартовым (или полным) сплетением и обозначается также {\displaystyle A\,\mathrm {Wr} \,H}, во втором — прямым сплетением {\displaystyle A\,\mathrm {wr} \,H}.
Стабилизатор
Для элемента {\displaystyle p} множества {\displaystyle M}, на котором действует группа {\displaystyle G} — подгруппа {\displaystyle \mathrm {St} _{G}(p)\subset G}, все элементы которой оставляют {\displaystyle p} на месте: {\displaystyle g\cdot p=p}.
Ступень разрешимости
Наименьшая из длин нормальных рядов подгрупп с абелевыми факторами для данной группы.
Субнормальный ряд подгрупп
Ряд подгрупп, в котором подгруппа {\displaystyle G_{i}} нормальна в подгруппе {\displaystyle G_{i+1}}, для всех членов ряда.

## Ф
Факторгруппа
Для группы {\displaystyle G} и её нормальной подгруппы {\displaystyle H} — множество классов смежности подгруппы {\displaystyle H} с умножением, определяемым следующим образом: {\displaystyle (aH)*(bH)=(ab)H}.
Факторы субнормального ряда
Факторгруппы {\displaystyle G_{i+1}/G_{i}} в определении субнормального ряда подгрупп.

## Х
Характеристическая подгруппа
Подгруппа, инвариантная относительно всех автоморфизмов группы.
Холлова подгруппа
Подгруппа, порядок которой взаимно прост с её индексом во всей группе.

## Ц
Центр группы
Максимальная группа элементов, коммутирующих с каждым элементом группы: {\displaystyle \mathrm {Z} _{G}(G)=\{g\in G\mid \forall {h\in G}\,(gh=hg)\}}. Своеобразная «мера абелевости»: группа абелева тогда и только тогда, когда её центр совпадает со всей группой.
Централизатор
Максимальная подгруппа, каждый элемент которой коммутирует с заданным элементом: {\displaystyle \mathrm {Z} _{G}(h)=\{g\in G\mid gh=hg\}}.
Центральный ряд подгрупп
Нормальный ряд подгрупп, в котором {\displaystyle G_{i+1}/G_{i}\subseteq Z(G/G_{i})}, для всех членов ряда.
Центральный элемент группы
Элемент, входящий в центр группы.
Циклическая группа
Группа, состоящая из порождающего элемента и всех его целых степеней. Конечна в случае, если порядок порождающего элемента конечен.

## Э
Экспонента
Числовая характеристика конечной группы, равная наименьшему общему кратному порядков всех элементов группы, обозначается {\displaystyle \exp(G)}. То же, что и период группы, показатель группы.
Элементарная группа
Группа, являющаяся конечной или абелевой, либо получаемая из конечных и абелевых групп последовательностью операций взятия подгрупп, эпиморфных образов, прямых пределов и расширений.
Эпиморфизм групп
 Эпиморфизмом называется гомоморфизм {\displaystyle f:G\to H}, если отображение f сюръективно.

## Я
Ядро гомоморфизма
Прообраз нейтрального элемента при гомоморфизме. Ядро всегда есть нормальная подгруппа, а любая нормальная подгруппа есть ядро некоторого гомоморфизма.

## Таблица обозначений
В данном разделе приводятся некоторые обозначения, используемые в публикациях по теории групп. Для некоторых обозначений указываются также соответствующие понятия в некоторых других разделах общей алгебры (теории колец, полей). Кроме указанных символов, иногда используются их зеркальные отражения, например, {\displaystyle H\triangleleft G} обозначает то же, что и {\displaystyle G\triangleright H}.
| Символ (ΤΕΧ)                               | Символ (Unicode)     | Название                                                                                   | Значение |
| Символ (ΤΕΧ)                               | Символ (Unicode)     | Произношение                                                                               | Значение |
| Символы теории групп                       | Символы теории групп | Символы теории групп                                                                       | Символы теории групп |
| ------------------------------------------ | -------------------- | ------------------------------------------------------------------------------------------ | --- |
| {\displaystyle \triangleleft }             | ⊲                    | Нормальная подгруппа, идеал кольца                                                         | {\displaystyle H\triangleleft G} означает «{\displaystyle H} является нормальной подгруппой группы {\displaystyle G}», если {\displaystyle G} — группа, и «{\displaystyle H} является (двусторонним) идеалом кольца {\displaystyle G}», если {\displaystyle G} — кольцо. |
| {\displaystyle \triangleleft }             | ⊲                    | «нормальна в», «… является идеалом …»                                                      | {\displaystyle H\triangleleft G} означает «{\displaystyle H} является нормальной подгруппой группы {\displaystyle G}», если {\displaystyle G} — группа, и «{\displaystyle H} является (двусторонним) идеалом кольца {\displaystyle G}», если {\displaystyle G} — кольцо. |
| {\displaystyle [\ :\ ]}                    | [ : ]                | Индекс подгруппы, размерность поля                                                         | {\displaystyle [G:H]} означает «индекс подгруппы {\displaystyle H} в группе {\displaystyle G}», если {\displaystyle G} — группа, и «размерность поля {\displaystyle H} над полем {\displaystyle G}», если {\displaystyle G} и {\displaystyle H} — поля. |
| {\displaystyle [\ :\ ]}                    | [ : ]                | «индекс … в …», «размерность … над …»                                                      | {\displaystyle [G:H]} означает «индекс подгруппы {\displaystyle H} в группе {\displaystyle G}», если {\displaystyle G} — группа, и «размерность поля {\displaystyle H} над полем {\displaystyle G}», если {\displaystyle G} и {\displaystyle H} — поля. |
| {\displaystyle \times }                    | ×                    | Прямое произведение групп                                                                  | {\displaystyle G\times H} означает «прямое произведение групп {\displaystyle G} и {\displaystyle H}». |
| {\displaystyle \times }                    | ×                    | «прямое произведение … и …»                                                                | {\displaystyle G\times H} означает «прямое произведение групп {\displaystyle G} и {\displaystyle H}». |
| {\displaystyle \oplus }                    | ⊕                    | Прямая сумма подпространств                                                                | {\displaystyle V=V_{1}\oplus V_{2}} означает «пространство {\displaystyle V} разлагается в прямую сумму подпространств {\displaystyle V_{1}} и {\displaystyle V_{2}}». |
| {\displaystyle \oplus }                    | ⊕                    | «прямая сумма … и …»                                                                       | {\displaystyle V=V_{1}\oplus V_{2}} означает «пространство {\displaystyle V} разлагается в прямую сумму подпространств {\displaystyle V_{1}} и {\displaystyle V_{2}}». |
| {\displaystyle \otimes }                   | ⊗                    | Тензорное произведение                                                                     | {\displaystyle T_{1}\otimes T_{2}} означает «тензорное произведение тензоров {\displaystyle T_{1}} и {\displaystyle T_{2}}». |
| {\displaystyle \otimes }                   | ⊗                    | «тензорное произведение … и …»                                                             | {\displaystyle T_{1}\otimes T_{2}} означает «тензорное произведение тензоров {\displaystyle T_{1}} и {\displaystyle T_{2}}». |
| {\displaystyle [\,,\,]}                    | [ , ]                | Коммутатор элементов группы                                                                | {\displaystyle [g,\,h]} означает «коммутатор элементов {\displaystyle g} и {\displaystyle h} группы {\displaystyle G}», то есть элемент {\displaystyle ghg^{-1}h^{-1}}. |
| {\displaystyle [\,,\,]}                    | [ , ]                | «коммутатор … и …»                                                                         | {\displaystyle [g,\,h]} означает «коммутатор элементов {\displaystyle g} и {\displaystyle h} группы {\displaystyle G}», то есть элемент {\displaystyle ghg^{-1}h^{-1}}. |
| {\displaystyle G^{\prime }}                | G'                   | Коммутант                                                                                  | {\displaystyle G^{\prime }} означает «коммутант группы {\displaystyle G}». |
| {\displaystyle G^{\prime }}                | G'                   | «коммутант …»                                                                              | {\displaystyle G^{\prime }} означает «коммутант группы {\displaystyle G}». |
| {\displaystyle \langle \ \rangle _{n}}     | ⟨ ⟩n                 | Циклическая группа                                                                         | {\displaystyle \langle a\rangle _{n}} означает «циклическая группа порядка {\displaystyle n}, порождённая элементом {\displaystyle a}». |
| {\displaystyle \langle \ \rangle _{n}}     | ⟨ ⟩n                 | «Циклическая группа порядка {\displaystyle n}, порождённая {\displaystyle a}»              | {\displaystyle \langle a\rangle _{n}} означает «циклическая группа порядка {\displaystyle n}, порождённая элементом {\displaystyle a}». |
| {\displaystyle A^{T}}                      | AT                   | Транспонированная матрица                                                                  | {\displaystyle A^{T}} означает «транспонированная матрица {\displaystyle A}». |
| {\displaystyle A^{T}}                      | AT                   | «транспонированная матрица …»                                                              | {\displaystyle A^{T}} означает «транспонированная матрица {\displaystyle A}». |
| {\displaystyle E_{i,\,j}}                  | Ei, j                | Матричная единица                                                                          | {\displaystyle E_{i,\,j}} означает «матричная {\displaystyle i,\;j}-единица», то есть матрица, у которой на месте {\displaystyle (i,\;j)} стоит единица, а на остальных местах — нули. |
| {\displaystyle E_{i,\,j}}                  | Ei, j                | «матричная единица …»                                                                      | {\displaystyle E_{i,\,j}} означает «матричная {\displaystyle i,\;j}-единица», то есть матрица, у которой на месте {\displaystyle (i,\;j)} стоит единица, а на остальных местах — нули. |
| {\displaystyle *}                          | *                    | Сопряжённый оператор Сопряжённое пространство Мультипликативная группа поля                | {\displaystyle {\mathcal {A}}^{*}} означает «линейный оператор, сопряжённый к {\displaystyle {\mathcal {A}}}», если {\displaystyle {\mathcal {A}}} — линейный оператор. {\displaystyle V^{*}} означает «линейное пространство, сопряжённое к {\displaystyle V} (дуальное к {\displaystyle V})», если {\displaystyle V} — линейное пространство. {\displaystyle F^{*}} означает «мультипликативная группа поля {\displaystyle F}», если {\displaystyle F} — поле. |
| {\displaystyle *}                          | *                    | «оператор, сопряжённый к …»; «пространство, сопряжённое к …»; «мультипликативная группа …» | {\displaystyle {\mathcal {A}}^{*}} означает «линейный оператор, сопряжённый к {\displaystyle {\mathcal {A}}}», если {\displaystyle {\mathcal {A}}} — линейный оператор. {\displaystyle V^{*}} означает «линейное пространство, сопряжённое к {\displaystyle V} (дуальное к {\displaystyle V})», если {\displaystyle V} — линейное пространство. {\displaystyle F^{*}} означает «мультипликативная группа поля {\displaystyle F}», если {\displaystyle F} — поле. |
| Стандартные обозначения некоторых групп    |                      |                                                                                            | |
| {\displaystyle S_{n}}                      | Sn                   | Симметрическая группа {\displaystyle n}-ой степени                                         | {\displaystyle S_{n}} означает «симметрическая группа (или группа перестановок) степени {\displaystyle n}». |
| {\displaystyle S_{n}}                      | Sn                   | «эс …»                                                                                     | {\displaystyle S_{n}} означает «симметрическая группа (или группа перестановок) степени {\displaystyle n}». |
| {\displaystyle A_{n}}                      | An                   | Знакопеременная группа {\displaystyle n}-ой степени                                        | {\displaystyle A_{n}} означает «знакопеременная группа (то есть группа чётных подстановок) степени {\displaystyle n}». |
| {\displaystyle A_{n}}                      | An                   | «а …»                                                                                      | {\displaystyle A_{n}} означает «знакопеременная группа (то есть группа чётных подстановок) степени {\displaystyle n}». |
| {\displaystyle \mathbb {Z} /n\mathbb {Z} } | ℤ/nℤ                 | Циклическая группа порядка {\displaystyle n}                                               | {\displaystyle \mathbb {Z} /n\mathbb {Z} } означает «циклическая группа порядка {\displaystyle n} (эквивалентно: группа остатков по сложению по модулю {\displaystyle n})». |
| {\displaystyle GL_{n}(F)}                  | GLn(F)               | Полная линейная группа — группа невырожденных линейных операторов                          | {\displaystyle GL_{n}(F)} означает «группа невырожденных линейных операторов размерности {\displaystyle n} над полем {\displaystyle F}» (от general linear). |
| {\displaystyle GL_{n}(F)}                  | GLn(F)               | «же эль … над …»                                                                           | {\displaystyle GL_{n}(F)} означает «группа невырожденных линейных операторов размерности {\displaystyle n} над полем {\displaystyle F}» (от general linear). |
| {\displaystyle SL_{n}(F)}                  | SLn(F)               | Специальная линейная группа — группа линейных операторов c определителем 1                 | {\displaystyle SL_{n}(F)} означает «группа линейных операторов размерности {\displaystyle n} над полем {\displaystyle F} с определителем 1» (от special linear). |
| {\displaystyle SL_{n}(F)}                  | SLn(F)               | «эс эль … над …»                                                                           | {\displaystyle SL_{n}(F)} означает «группа линейных операторов размерности {\displaystyle n} над полем {\displaystyle F} с определителем 1» (от special linear). |
| {\displaystyle UT_{n}(F)}                  | UTn(F)               | Группа верхних треугольных матриц                                                          | {\displaystyle UT_{n}(F)} означает «группа верхних треугольных матриц порядка {\displaystyle n} над полем {\displaystyle F}» (от upper triangular). |
| {\displaystyle UT_{n}(F)}                  | UTn(F)               | «группа верхних треугольных матриц порядка … над …»                                        | {\displaystyle UT_{n}(F)} означает «группа верхних треугольных матриц порядка {\displaystyle n} над полем {\displaystyle F}» (от upper triangular). |
| {\displaystyle SUT_{n}(F)}                 | SUTn(F)              | Группа верхних унитреугольных матриц                                                       | {\displaystyle SUT_{n}(F)} означает «группа верхних унитреугольных матриц порядка {\displaystyle n} над полем {\displaystyle F}» (от special upper triangular), то есть верхних треугольных матриц с единицами на главной диагонали. |
| {\displaystyle SUT_{n}(F)}                 | SUTn(F)              | «группа верхних унитреугольных матриц порядка … над …»                                     | {\displaystyle SUT_{n}(F)} означает «группа верхних унитреугольных матриц порядка {\displaystyle n} над полем {\displaystyle F}» (от special upper triangular), то есть верхних треугольных матриц с единицами на главной диагонали. |
| {\displaystyle PGL_{n}(K)}                 | PGLn(K)              | Проективная группа                                                                         | {\displaystyle PGL_{n}(K)} означает "группа преобразований {\displaystyle (n-1)}-мерного проективного пространства {\displaystyle P_{n-1}(K)}, индуцированных невырожденными линейными преобразованиями пространства {\displaystyle K^{n}}. |
| {\displaystyle PGL_{n}(K)}                 | PGLn(K)              | «проективная группа порядка … над …»                                                       | {\displaystyle PGL_{n}(K)} означает "группа преобразований {\displaystyle (n-1)}-мерного проективного пространства {\displaystyle P_{n-1}(K)}, индуцированных невырожденными линейными преобразованиями пространства {\displaystyle K^{n}}. |
| {\displaystyle D_{n}}                      | Dn                   | Группа диэдра {\displaystyle n}-ой степени                                                 | {\displaystyle D_{n}} означает «группа диэдра {\displaystyle n}-ой степени» (то есть группа симметрий правильного {\displaystyle n}-угольника). |
| {\displaystyle D_{n}}                      | Dn                   | «дэ …»                                                                                     | {\displaystyle D_{n}} означает «группа диэдра {\displaystyle n}-ой степени» (то есть группа симметрий правильного {\displaystyle n}-угольника). |
| {\displaystyle V_{4}}                      | V4                   | Четверная группа Клейна                                                                    | {\displaystyle V_{4}} означает «четверная группа Клейна». |
| {\displaystyle V_{4}}                      | V4                   | «вэ четыре»                                                                                | {\displaystyle V_{4}} означает «четверная группа Клейна». |